# Šatorina
Šatorina je najviši vrh Srednjeg Velebita sa svojih 1.623 m, tek 1 metar veći od vrha Zečjaka. To je stožasti vrh koji se ipak sastoji od dvije glavice, među kojima je maleni dolac, s travnatim pokrovom od visine 1.450 m. S vrha se vidi predivan pogled na Jadransko more i Velebit. U tom se pogledu ističu stijene vrhova Veliki Kozjak (1.629 m) i Bačić kuk (1.304 m). Na vrhu se nalazi geodetska triangulacijska točka.
Prilazi do Šatorine su mogući s četiri strane, Premužićevom stazom od Velikog Alana, ispod vrha Ograđenika (1.604 m) pa na istok preko Ravnog doca i dalje jednom od najbolje trasiranih staza (trasirana još za vrijeme Austro-Ugarske Monarhije za potrebe geodetskih mjerenja) prema Šatorini; iz pravca udoline Štirovače, poznate po prekrasnim crnogoričnim šumama, Velebitskom uzdužnom cestom na jug, pa opet preko Ravnog doca; s Premužićeve staze iz polja Mliništa s visine od 1000 m, preko Matijević brijega (1611 m) ili s uzdužne Velebitske ceste, odvojkom koji je nešto južnije od vrha, pravcem sjeverozapada na vrh.